# Syndrome neuro-anémique
Le syndrome neuro-anémique est un ensemble de syndromes neurologiques provoqués par une carence en vitamine B12 et/ou en folates. Il s'observait plus particulièrement dans l'anémie pernicieuse (maladie de Biermer) non traitée. 
Dans sa forme évoluée et sévère, en l'absence de traitement, il réalise le plus souvent un syndrome médullaire par sclérose combinée de la moelle avec atteinte des fibres longues (cordons postérieurs et cordons latéraux). Des troubles psychiatriques, et des polyneuropathies ont été aussi décrits.
Dans sa forme complète et évoluée, il s'observe de plus en plus rarement, grâce à un meilleur diagnostic précoce et une mise en place plus rapide du traitement qui doit être poursuivi à vie.

## Histoire
En 1884, Leichtenstein rapporte une observation d'un cas de tabès avec anémie grave, qu'il considère comme une association fortuite, n'ayant pas eu l'occasion d'en faire l'autopsie.
En 1887,  le neurologue allemand Ludwig Lichtheim (de) (1845-1928) montre que l'anémie pernicieuse peut coexister avec des troubles neurologiques analogues au tabès (« pseudo-tabès  »), mais sans rapport avec le tabès de la neurosyphilis. Il peut le prouver par examen anatomo-pathologique : il décrit les atteintes médullaires en les attribuant à l'anémie.
En 1925, Pierre Mathieu regroupe sous le terme « syndromes neuro-anémiques  », l'ensemble des syndromes neurologiques (médullaires, encéphalo-psychiques et polynévritiques) qui se manifestent avant, pendant ou après une anémie. Il soupçonne en effet que l'anémie n'est pas la cause des troubles neurologiques, ces derniers pouvant apparaître avant l'anémie et persister sans elle. Il en déduit que les deux déficiences, sanguines et nerveuses, sont sous l'influence d'une cause commune qui reste à déterminer. 
A la même époque, des auteurs comme George Whipple ou William Castle montrent que des extraits de foie sont susceptibles de corriger des anémies pernicieuses, orientant ainsi vers des causes carentielles.
En 1948, la vitamine B12 est isolée. Dans les années qui suivent, la vitaminothérapie transforme le pronostic des syndromes neuro-anémiques, appellation couramment employée dans la littérature médicale de langue française durant le XXe siècle. Elle est moins utilisée au XXIe siècle, probablement à cause d'un meilleur dépistage et d'une plus grande rapidité du traitement bloquant  l'apparition des complications neurologiques.
Dans les années 2000, dans le contexte d'une forte augmentation dans certains pays d'un usage de protoxyde d'azote inhalé comme drogue récréative, Chaugny on montre qu'une Carence en vitamine B12 induite par la toxicité du protoxyde d’azote est une cause nouvelle ou méconnue de sclérose combinée de la moelle

## Description clinique

### Syndrome médullaire
Le début est marqué par une lassitude, des paresthésies des extrémités, surtout des pieds avec instabilité à la marche. Au bout de quelques semaines, l'examen montre :
- un syndrome cordonal postérieur : c'est un tableau de pseudo-tabès (proche du tabès), avec ataxie, signe de Romberg, troubles de la sensibilité profonde prédominant aux membres inférieurs ;
- un syndrome pyramidal (par atteinte des cordons latéraux) : le plus souvent discret, mais avec un signe de Babinski bilatéral, précoce et persistant tout au long de l'évolution.

Non traitée, l'évolution spontanée menait à l'impotence complète avec paraplégie, douleurs fulgurantes abdominales simulant une urgence chirurgicale, troubles trophiques, troubles sphinctériens, la mort survenant en moins de deux ans. Cette forme historique réalise le syndrome de Lichtheim.

### Syndrome encéphalo-psychique
Historiquement, un syndrome psycho-anémique de Weil a été décrit. Beaucoup plus rare que le syndrome médullaire, il se manifeste comme un état dépressif (plus fréquent lors d'un déficit en folates) ou un état maniaque, évoluant par degré (vers l'aggravation), ce qui serait caractéristique. Des phases d'alternance peuvent survenir, simulant un état bipolaire.
Chez les personnes âgées, ces troubles peuvent se présenter comme une démence sénile.

### Syndromes polynévritiques
Ils se manifestent comme des polyneuropathies, localisés le plus souvent aux membres inférieurs. Ils peuvent être diffus touchant aussi les nerfs crâniens (névrite optique, troubles auditifs...).  Ces troubles sont sensibles à la vitamine B12.

## Diagnostic
Il est relativement facile lorsqu'il existe une anémie importante. Il est plus difficile lorsque l'anémie est absente ou minime. La règle, devant des troubles neurologiques ou psychiatriques non élucidés, est de rechercher une carence vitaminique, même en l'absence d'anémie, surtout chez les personnes âgées, et les végétaliens stricts.
Le dosage de la vitamine B12 dans le sérum est le test le plus courant en première intention. Il est éventuellement complété par d'autres examens comme le dosage de l'homocystéine, des folates, ou des études de transit digestif de la vitamine B12, comme le test de Schilling (qui n'est plus disponible depuis au moins 2013).

## Autres causes
En dehors de l'anémie de Biermer, les troubles neurologiques par carence en vitamine B12 peuvent s'observer dans la pellagre, les cancers digestifs ou leurs suites opératoires, la gastrite éthylique, des maladies génétiques rares du métabolisme des folates ou de la vitamine B12, etc.

## Traitement
C'est celui de la carence en vitamine B12, administrée le plus souvent par voie intramusculaire.
Voir le traitement de l'anémie de Biermer :
Un syndrome neuro-anémique peut ne pas régresser complètement sous vitamine B12, si le traitement a été trop tardif ou interrompu. Il peut apparaître ou s’aggraver si un traitement débute par l'administration de folates seuls. Le peu de B12 disponible pour l'organisme est alors capté pour les tissus à régénération rapide, mais aux dépens des tissus nerveux. 